# Vergnügende Flammen, verdoppelt die Macht
Vergnügende Flammen, verdoppelt die Macht (in tedesco, "Piacevoli fiamme, raddoppiate la potenza") BWV Anh 212 è una cantata di Johann Sebastian Bach.

## Storia
Pochissime le informazioni che si hanno su questa cantata. Composta nel 1729 per il matrimonio di Christoph Georg Winckler con Caroline Wilhelmine Jöcher, su testo di Christian Friedrich Henrici, venne eseguita il 26 luglio dello stesso anno. Sia il testo che la musica sono andati interamente perduti.